# First Division 1959-1960
La First Division 1959-1960 è stata la 61ª edizione della massima serie del campionato inglese di calcio, disputato tra il 22 agosto 1959 e il 2 maggio 1960 e concluso con la vittoria del Burnley, al suo secondo titolo.
Capocannoniere del torneo è stato Dennis Viollet (Manchester Utd) con 33 reti.

## Stagione

### Novità
Al posto delle retrocesse Aston Villa e Portsmouth sono saliti dalla Second Division lo Sheffield Weds e il Fulham.

### Avvenimenti
La prima squadra ad uscire dal gruppo fu il Blackburn, che mantenne il primato solitario fino alla settima giornata quando fu superato dal Tottenham, dal Wolverhampton e dal Burnley. Furono gli Spurs a staccarsi dal gruppo e a condurre la classifica nelle giornate successive, tallonati dal Wolverhampton e dal West Ham Utd e dal Preston N.E.. Queste ultime due squadre sorpassarono il Tottenham alla diciassettesima giornata e condussero a braccetto fino al diciannovesimo turno, quando il Preston assunse la vetta in solitaria, concludendo il girone di andata in testa con un punto di vantaggio sul Tottenham.
Alla prima giornata del girone di ritorno gli Spurs ripresero il comando della classifica allungando su un Preston in calo, mentre si candidò come rivale dei londinesi il Burnley, secondo in solitaria dalla ventiseiesima giornata con tre punti di ritardo sulla capolista. Il distacco rimase invariato alla trentesima giornata, quando il Burnley cedette il testimone al Wolverhampton nel ruolo di rivale del Tottenham. Alla trentaseiesima giornata il Wolverhampton raggiunse il Tottenham per poi staccarlo alla quarantesima giornata. I Wolves conclusero il campionato al primo posto, ma furono superati dal Burnley che, vincendo il recupero del match contro il Manchester City, si issarono in testa alla classifica vincendo il loro secondo titolo, il primo dopo trentanove anni. In zona retrocessione il Luton Town cadde con una giornata di anticipo, accompagnato dal Leeds Utd.

## Squadre partecipanti
| Club              | Stagione | Città               | Stadio               | Stagione precedente                   |
| ----------------- | -------- | ------------------- | -------------------- | ------------------------------------- |
| Arsenal           | dettagli | Londra              | Highbury             | 3º posto in First Division            |
| Birmingham City   | dettagli | Birmingham          | St Andrew's          | 9º posto in First Division            |
| Blackburn         | dettagli | Blackburn           | Ewood Park           | 10º posto in First Division           |
| Blackpool         | dettagli | Blackpool           | Bloomfield Road      | 8º posto in First Division            |
| Bolton            | dettagli | Bolton              | Burnden Park         | 4º posto in First Division            |
| Burnley           | dettagli | Burnley             | Turf Moor            | 7º posto in First Division            |
| Chelsea           | dettagli | Londra              | Stamford Bridge      | 14º posto in First Division           |
| Everton           | dettagli | Liverpool           | Goodison Park        | 16º posto in First Division           |
| Fulham            | dettagli | Londra              | Craven Cottage       | 2º posto in Second Division, promosso |
| Leeds Utd         | dettagli | Leeds               | Elland Road          | 15º posto in First Division           |
| Leicester City    | dettagli | Leicester           | Filbert Street       | 19º posto in First Division           |
| Luton Town        | dettagli | Luton               | Kenilworth Road      | 17º posto in First Division           |
| Manchester City   | dettagli | Manchester          | Maine Road           | 20º posto in First Division           |
| Manchester Utd    | dettagli | Manchester          | Old Trafford         | 2º posto in First Division            |
| Newcastle Utd     | dettagli | Newcastle upon Tyne | St James' Park       | 11º posto in First Division           |
| Nottingham Forest | dettagli | Nottingham          | City Ground          | 13º posto in First Division           |
| Preston N.E.      | dettagli | Preston             | Deepdale             | 12º posto in First Division           |
| Sheffield Weds    | dettagli | Sheffield           | Hillsborough Stadium | 1º posto in Second Division, promosso |
| Tottenham         | dettagli | Londra              | White Hart Lane      | 18º posto in First Division           |
| West Bromwich     | dettagli | West Bromwich       | The Hawthorns        | 5º posto in First Division            |
| West Ham Utd      | dettagli | Londra              | Boleyn Ground        | 6º posto in First Division            |
| Wolverhampton     | dettagli | Wolverhampton       | Molineux Stadium     | 1º posto in First Division            |

## Classifica finale
|       | Pos. | Squadra           | Pt | G  | V  | N  | P  | GF  | GS | Med   |
| ----- | ---- | ----------------- | -- | -- | -- | -- | -- | --- | -- | ----- |
|       | 1.   | Burnley           | 55 | 42 | 24 | 7  | 11 | 85  | 61 | 1.393 |
| [ 3 ] | 2.   | Wolverhampton     | 54 | 42 | 24 | 6  | 12 | 106 | 67 | 1.582 |
|       | 3.   | Tottenham         | 53 | 42 | 21 | 11 | 10 | 86  | 50 | 1.720 |
|       | 4.   | West Bromwich     | 49 | 42 | 19 | 11 | 12 | 83  | 57 | 1.456 |
|       | 5.   | Sheffield Weds    | 49 | 42 | 19 | 11 | 12 | 80  | 59 | 1.356 |
|       | 6.   | Bolton            | 48 | 42 | 20 | 8  | 14 | 59  | 51 | 1.157 |
|       | 7.   | Manchester Utd    | 45 | 42 | 19 | 7  | 16 | 102 | 80 | 1.275 |
|       | 8.   | Newcastle Utd     | 44 | 42 | 18 | 8  | 16 | 82  | 78 | 1.051 |
|       | 9.   | Preston N.E.      | 44 | 42 | 16 | 12 | 14 | 79  | 76 | 1.039 |
|       | 10.  | Fulham            | 44 | 42 | 17 | 10 | 15 | 73  | 80 | 0.912 |
|       | 11.  | Blackpool         | 40 | 42 | 15 | 10 | 17 | 59  | 71 | 0.831 |
|       | 12.  | Leicester City    | 39 | 42 | 13 | 13 | 16 | 66  | 75 | 0.880 |
|       | 13.  | Arsenal           | 39 | 42 | 15 | 9  | 18 | 68  | 80 | 0.850 |
|       | 14.  | West Ham Utd      | 38 | 42 | 16 | 6  | 20 | 75  | 91 | 0.824 |
|       | 15.  | Everton           | 37 | 42 | 13 | 11 | 18 | 73  | 78 | 0.936 |
|       | 16.  | Manchester City   | 37 | 42 | 17 | 3  | 22 | 78  | 84 | 0.929 |
|       | 17.  | Blackburn         | 37 | 42 | 16 | 5  | 21 | 60  | 70 | 0.857 |
|       | 18.  | Chelsea           | 37 | 42 | 14 | 9  | 19 | 76  | 91 | 0.835 |
|       | 19.  | Birmingham City   | 36 | 42 | 13 | 10 | 19 | 63  | 80 | 0.787 |
|       | 20.  | Nottingham Forest | 35 | 42 | 13 | 9  | 20 | 50  | 74 | 0.676 |
|       | 21.  | Leeds Utd         | 34 | 42 | 12 | 10 | 20 | 65  | 92 | 0.707 |
|       | 22.  | Luton Town        | 30 | 42 | 9  | 12 | 21 | 50  | 73 | 0.685 |

Legenda:
      Campione d'Inghilterra e ammessa in Coppa dei Campioni 1960-1961.
      Ammessa alla Coppa delle Coppe 1960-1961.
      Retrocessa in Second Division 1960-1961.
Regolamento:
Due punti a vittoria, uno a pareggio, zero a sconfitta.
A parità di punti le squadre venivano classificate secondo il quoziente reti.

## Statistiche

### Squadre

#### Capoliste solitarie
Fonte:
|    | —— | —— | —— | ——        | ——        | ——        | —— | ——        | ——        | ——  | ——  | ——  | ——        | ——        | ——        | ——  | ——  | ——           | ——           | ——           | ——        | ——        | ——        | ——        | ——        | ——        | ——        | ——        | ——  | ——        | ——        | ——        | ——  | ——  | ——  | ——  | ——  | ——      | ——      | ——      | ——      | —— |  |
|    |    |    |    | Blackburn | Blackburn | Blackburn |    | Tottenham | Tottenham |     | Tot |     | Tottenham | Tottenham | Tottenham |     |     | Preston N.E. | Preston N.E. | Preston N.E. | Tottenham | Tottenham | Tottenham | Tottenham | Tottenham | Tottenham | Tottenham | Tottenham | Bur | Tottenham | Tottenham | Tottenham |     |     |     |     |     | Burnley | Burnley | Burnley | Burnley |    |  |
|    |    |    |    |           |           |           |    |           |           |     |     |     |           |           |           |     |     |              |              |              |           |           |           |           |           |           |           |           |     |           |           |           |     |     |     |     |     |         |         |         |         |    |  |
|    |    |    |    |           |           |           |    |           |           |     |     |     |           |           |           |     |     |              |              |              |           |           |           |           |           |           |           |           |     |           |           |           |     |     |     |     |     |         |         |         |         |    |  |
| 1ª | 2ª | 3ª | 4ª | 5ª        | 6ª        | 7ª        | 8ª | 9ª        | 10ª       | 11ª | 12ª | 13ª | 14ª       | 15ª       | 16ª       | 17ª | 18ª | 19ª          | 20ª          | 21ª          | 22ª       | 23ª       | 24ª       | 25ª       | 26ª       | 27ª       | 28ª       | 29ª       | 30ª | 31ª       | 32ª       | 33ª       | 34ª | 35ª | 36ª | 37ª | 38ª | 39ª     | 40ª     | 41ª     | 42ª     |    |  |

#### Primati stagionali
- Maggior numero di vittorie:  Burnley,  Wolverhampton (24)
- Minor numero di sconfitte:  Tottenham (10)
- Migliore attacco:  Wolverhampton (106 goal fatti)
- Miglior difesa:  Tottenham (50 reti subite)
- Miglior media goal:  Tottenham (1.720)
- Maggior numero di pareggi:  Leicester City (13)
- Minor numero di pareggi:  Manchester City (3)
- Maggior numero di sconfitte:  Manchester City (22)
- Minor numero di vittorie:  Luton Town (9)
- Peggior attacco:  Nottingham Forest,  Luton Town (50 reti segnate)
- Peggior difesa:  Leeds (92 reti subite)
- Peggior media goal:  Nottingham Forest (0.676)

### Individuali

#### Classifica marcatori
Fonte:
| Gol | Rigori |  | Giocatore      | Squadra         |
| --- | ------ |  | -------------- | --------------- |
| 32  |        |  | Dennis Viollet | Manchester Utd  |
| 29  |        |  | Jimmy Greaves  | Chelsea         |
| 29  |        |  | Jimmy Murray   | Wolverhampton   |
| 28  |        |  | Len White      | Newcastle Utd   |
| 26  |        |  | Derek Kevan    | West Bromwich   |
| 25  |        |  | Bobby Smith    | Tottenham       |
| 22  |        |  | Billy McAdams  | Manchester      |
| 22  | 4      |  | John McCole    | Leeds Utd       |
| 20  |        |  | John Connelly  | Burnley         |
| 20  | 3      |  | Cliff Jones    | Tottenham       |
| 19  |        |  | Colin Barlow   | Manchester City |
| 19  |        |  | Ray Pointer    | Burnley         |
| 18  |        |  | Bobby Charlton | Manchester Utd  |
| 18  |        |  | Ray Charnley   | Blackpool       |
| 18  |        |  | Peter Dobing   | Blackburn       |
| 18  |        |  | Graham Leggat  | Fulham          |
| 18  |        |  | Jimmy Robson   | Burnley         |